# Bobi Ladawa
Bobi Ladawa est une personnalité congolaise, née le 2 septembre 1945 en république démocratique du Congo. Elle est la seconde épouse de l'ancien président de la république démocratique du Congo (Zaire à l'époque), Mobutu Sese Seko.

## Biographie
Bobi Ladawa est née à Dula, le 2 septembre 1945 dans la province de l'Équateur et a fréquenté le couvent catholique de Kinshasa, la capitale. Vers 1970, elle est devenue la maîtresse du président Mobutu Sese Seko.
Le 1er mai 1980, elle épouse officiellement le président Mobutu à l'église et au civil, à la veille de l'arrivée du pape Jean-Paul II à Kinshasa. Le pape refuse la demande de Mobutu de célébrer la cérémonie.
Avec elle, Mobutu a quatre enfants : Nzanga, Giala, Toku et Ndokula.
Depuis la chute du régime en 1997, elle vit en exil et partagerait son temps entre Rabat, où Mobutu est enterré, Faro, Bruxelles et Paris, où elle possède des propriétés.